# Udea alpinalis
Udea alpinalis là một loài bướm đêm thuộc họ Crambidae, subfamily Pyraustinae.
Đây là một alpine species được tìm thấy ở châu Âu.
Sải cánh dài 15–17 mm. Con trưởng thành bay từ tháng 6 đến tháng 8 tùy theo địa điểm.
Ấu trùng ăn các loài Senecio.

## Hình ảnh

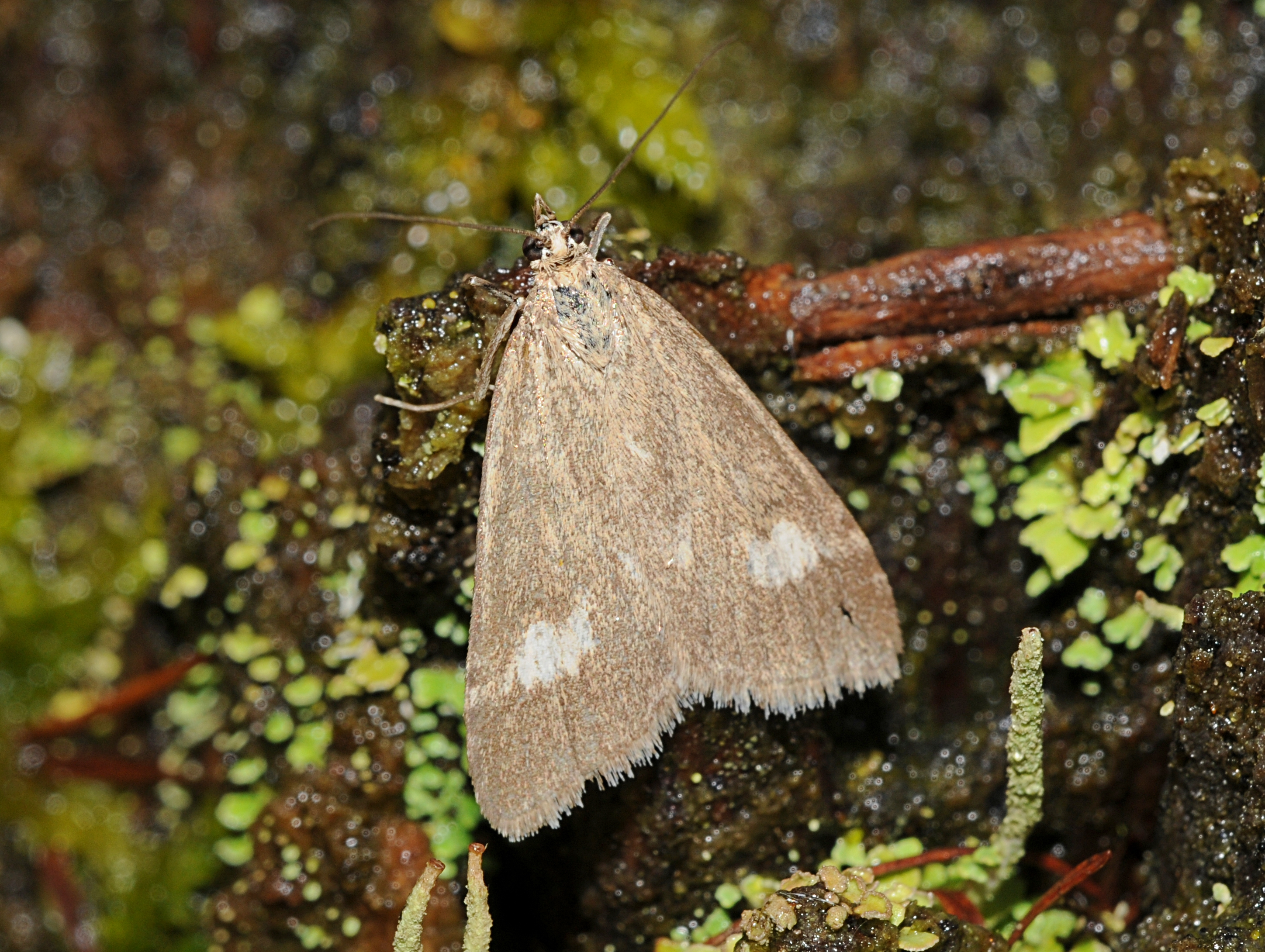